# Parexarnis chlorophaia
Parexarnis chlorophaia är en fjärilsart som beskrevs av Charles Boursin 1940. Parexarnis chlorophaia ingår i släktet Parexarnis och familjen nattflyn. Inga underarter finns listade i Catalogue of Life.